# علي محمدي
علي محمدي (بالفارسية: علی محمدی) هو مصارع هاوي إيراني، ولد في 7 فبراير 1984 في شهريار في إيران.

## وصلات خارجية
- علي محمدي على موقع قاعدة بيانات المصارعة الدولية (الإنجليزية)
- علي محمدي على موقع اللجنة الأولمبية الدولية (الإنجليزية)
- علي محمدي على موقع أوليمبيديا (الإنجليزية)